# Équipe de Macédoine de football en 2009
L'équipe de Macédoine de football participera en 2009 à la suite et à la fin des qualifications pour le Mondial 2010, en Afrique du Sud.

## Les matchs
| Date             | Stade                               | Adversaire | Score | Comp | Buteurs Macédonien         |
| 1er avril 2009   | Amsterdam ArenA Amsterdam, Pays-Bas | Pays-Bas   | 4-0   | QCM  | -                          |
| 6 juin 2009      | Stade Gradski Skopje, Macédoine     | Norvège    | 0-0   | QCM  | -                          |
| 10 juin 2009     | Stade Gradski Skopje, Macédoine     | Islande    | 2-0   | QCM  | Stojkov 9e · Ivanovski 85e |
| 5 septembre 2009 | Hampden Park Glasgow, Écosse        | Écosse     | 2-0   | QCM  | -                          |
| 9 septembre 2009 | Ullevaal Stadion Oslo, Norvège      | Norvège    | 2-1   | QCM  | Grncarov 79e               |

## Résultats détaillés
| CM - qualification                                 | Pays-Bas                                          | 4–0   | Macédoine du Nord | Amsterdam ArenA Amsterdam, Pays-Bas              |                                                  |
| 1er avril 2009 · 20h45 · Historique des rencontres | Kuijt 15e 40e · Huntelaar 24e · Van der Vaart 87e | (3–0) |                   | Spectateurs : 47 750 Arbitrage : Peter Rasmussen | Spectateurs : 47 750 Arbitrage : Peter Rasmussen |

| CM - qualification                              | Macédoine du Nord | 0–0   | Norvège | Stade Gradski Skopje, Macédoine                   |                                                   |
| 6 juin 2009 · 17h45 · Historique des rencontres |                   | (0–0) |         | Spectateurs : 9 635 Arbitrage : Paolo Tagliavento | Spectateurs : 9 635 Arbitrage : Paolo Tagliavento |

| CM - qualification                               | Macédoine du Nord          | 2–0   | Islande | Stade Gradski Skopje, Macédoine              |                                              |
| 10 juin 2009 · 17h45 · Historique des rencontres | Stojkov 9e · Ivanovski 85e | (1–0) |         | Spectateurs : 7 000 Arbitrage : Saïd Ennjimi | Spectateurs : 7 000 Arbitrage : Saïd Ennjimi |

| CM - qualification                                   | Écosse                   | 2–0   | Macédoine du Nord | Hampden Park Glasgow, Écosse                    |                                                 |
| 5 septembre 2009 · 15h00 · Historique des rencontres | Brown 56e · McFadden 86e | (0–0) |                   | Spectateurs : 50 214 Arbitrage : Wolfgang Stark | Spectateurs : 50 214 Arbitrage : Wolfgang Stark |

| CM - qualification                                   | Norvège                | 2–1   | Macédoine du Nord | Ullevaal Stadion Oslo, Norvège                |                                               |
| 9 septembre 2009 · 20h30 · Historique des rencontres | Helstad 2e · Riise 25e | (2–0) | Grncarov 79e      | Spectateurs : 14 766 Arbitrage : Bruno Paixao | Spectateurs : 14 766 Arbitrage : Bruno Paixao |